# Stylidium glaucum
Stylidium glaucum är en tvåhjärtbladig växtart som först beskrevs av Jacques-Julien Houtou de La Billardière, och fick sitt nu gällande namn av Jacques-Julien Houtou de La Billardière. Stylidium glaucum ingår i släktet Stylidium och familjen Stylidiaceae. Inga underarter finns listade i Catalogue of Life.